# Stîborivka, Brodî
Stîborivka (în ucraineană Стиборівка) este un sat în comuna Verbivciîk din raionul Brodî, regiunea Liov, Ucraina.

## Demografie
Componența lingvistică a localității Stîborivka
     Ucraineană (100%)
Conform recensământului din 2001, toată populația localității Stîborivka era vorbitoare de ucraineană (100%).